# 성암초등학교 (충북)
성암초등학교는 대한민국 충청북도 진천군에 있는 공립 초등학교이다.

## 학교 연혁
- 1934. 04. 30. 진천공립보통학교 부설 지암간이학교 설립인가
- 1944. 03. 09. 성암초등학교 승격 개교
- 1957. 04. 01. 성암초등학교 연곡분교장 개설
- 1980. 03. 01. 교육부지정 예·체능 전담 시범학교 운영(80~81)
- 1983. 03. 01. 성암초등학교 병설유치원 개원
- 1991. 03. 01. 연곡분교장 폐교
- 1994. 03. 01. 학교급식 실시
- 1996. 03. 01. 충청북도교육청 지정 교단선진화 자율 시범학교 운영(96~97)
- 2008. 03. 01. 충청북도교육청 지정 과학교육선도 시범학교 운영(2008.3.1~10.2.28)
- 2014. 02. 20. 제65회 졸업식(총 졸업생 수: 4,036명)
- 2014. 03. 01. 제25대 강근형 교장 취임
- 2014. 03. 01. 초등학교 6학급, 특수학급 1학급, 유치원 1학급 편성

## 참고 자료
- 성암초등학교 - 한국교육학술정보원 학교알리미